# Stigmatomma oregonense
Stigmatomma oregonense es una especie de hormiga del género Stigmatomma, familia Formicidae. Fue descrita científicamente por Wheeler en 1915.
Se distribuye por Canadá y los Estados Unidos. Se ha encontrado a elevaciones de hasta 1470 metros. Vive en microhábitats como rocas, piedras, troncos podridos y la hojarasca.